# Покровка (деревня, Наро-Фоминский район)
Покровка — деревня в Наро-Фоминском районе Московской области, входит в состав сельского поселения Атепцевское. Население — 0 чел. (2010), в Покровке числятся 8 садовых товариществ. До 2006 года Покровка входила в состав Атепцевского сельского округа.
Деревня расположена на юге центральной части района, на правом берегу реки Нара, примерно в 7 км южнее Наро-Фоминска, высота центра над уровнем моря 177 м. Ближайшие населённые пункты — Слизнево на противоположном берегу реки и Ерюхино в 1 километре на север.

## Население
| 2002 | 2006 | 2010 |
| ---- | ---- | ---- |
| 0    | →0   | →0   |